# The Unattractive Revolution
The Unattractive Revolution è il secondo album dei Crashdïet, uscito nell'ottobre del 2007 per l'etichetta discografica Universal Music AB; si tratta del primo album con il nuovo cantante finlandese H. Olliver Twisted, entrato nella formazione dopo la prematura scomparsa di Dave Lepard. Dall'album sono stati estratti i singoli di In the Raw e Falling Rain (il 23 febbraio 2008).

## Tracce
1. In the Raw – 3:46
2. Like a Sin – 2:55
3. Falling Rain – 4:46
4. I Don't Care – 4:01
5. Die Another Day – 4:25
6. Alone – 3:47
7. Thrill Me – 4:45
8. Overnight – 4:04
9. XTC Overdrive – 4:02
10. Bound to Be Enslaved – 3:34
11. The Buried Song – 3:49

## Formazione
- H. Olliver Twisted - voce
- Martin Sweet - chitarra
- Peter London - basso
- Eric Young - batteria

### Altri musicisti
- Mick Mars - chitarra solista in I Don't Care e Alone